# Venezuela az 1984. évi nyári olimpiai játékokon
Venezuela az egyesült államokbeli Los Angelesben megrendezett 1984. évi nyári olimpiai játékok egyik részt vevő nemzete volt. Az országot az olimpián 10 sportágban 26 sportoló képviselte, akik összesen 3 érmet szereztek.

## Érmesek
| Érem  | Versenyző         | Sportág   | Versenyszám          |
| ----- | ----------------- | --------- | -------------------- |
| Bronz | Marcelino Bolívar | Ökölvívás | Papírsúly            |
| Bronz | Omar Catari       | Ökölvívás | Pehelysúly           |
| Bronz | Rafael Vidal      | Úszás     | Férfi 200 m pillangó |

## Atlétika
Férfi
| Versenyző      | Versenyszám | Előfutam         | Előfutam         | Előfutam         | Negyeddöntő | Negyeddöntő | Negyeddöntő | Elődöntő | Elődöntő | Elődöntő | Döntő   | Döntő    |
| Versenyző      | Versenyszám | Idő              | Hely.            | Össz.            | Idő         | Hely.       | Össz.       | Idő      | Hely.    | Össz.    | Idő     | Helyezés |
| -------------- | ----------- | ---------------- | ---------------- | ---------------- | ----------- | ----------- | ----------- | -------- | -------- | -------- | ------- | -------- |
| William Wuycke | 800 m       | 1:46,88          | 2.               | 10.              | 1:46,17     | 4.          | 16.         | 1:47,32  | 7.       | 13.      | kiesett | kiesett  |
| William Wuycke | 1500 m      | nem állt rajthoz | nem állt rajthoz | nem állt rajthoz |             |             |             | kiesett  | kiesett  | kiesett  | kiesett | kiesett  |
| Oswaldo Zea    | 400 m gát   | 51,44            | 7.               | 34.              |             |             |             | kiesett  | kiesett  | kiesett  | kiesett | kiesett  |

| Versenyző         | Versenyszám | 100 m | 100 m | Távolugrás | Távolugrás | Súlylökés | Súlylökés | Magasugrás | Magasugrás | 400 m | 400 m | 110 m gát | 110 m gát | Diszkoszvetés | Diszkoszvetés | Rúdugrás | Rúdugrás | Gerelyhajítás | Gerelyhajítás | 1500 m  | 1500 m | Végeredmény | Végeredmény |
| Versenyző         | Versenyszám | Idő   | Pont  | Eredmény   | Pont       | Eredmény  | Pont      | Eredmény   | Pont       | Idő   | Pont  | Idő       | Pont      | Eredmény      | Pont          | Eredmény | Pont     | Eredmény      | Pont          | Idő     | Pont   | Pont        | Helyezés    |
| ----------------- | ----------- | ----- | ----- | ---------- | ---------- | --------- | --------- | ---------- | ---------- | ----- | ----- | --------- | --------- | ------------- | ------------- | -------- | -------- | ------------- | ------------- | ------- | ------ | ----------- | ----------- |
| Douglas Fernández | Tízpróba    | 11,59 | 668   | 674 cm     | 765        | 13,12 m   | 672       | 188 cm     | 751        | 49,83 | 813   | 16,05     | 744       | 43,52 m       | 754           | 440 cm   | 909      | 67,12 m       | 846           | 4:23,96 | 631    | 7553        | 18.         |

## Cselgáncs
| Versenyző    | Versenyszám | Csoport | Selejtező         | 32-es főtábla        | Nyolcaddöntő      | Negyeddöntő       | Elődöntő          | Vigaszág nyolcaddöntő | Vigaszág negyeddöntő | Vigaszág elődöntő | Bronz- mérkőzés   | Döntő             | Helyezés |
| Versenyző    | Versenyszám | Csoport | Ellenfél Eredmény | Ellenfél Eredmény    | Ellenfél Eredmény | Ellenfél Eredmény | Ellenfél Eredmény | Ellenfél Eredmény     | Ellenfél Eredmény    | Ellenfél Eredmény | Ellenfél Eredmény | Ellenfél Eredmény | Helyezés |
| ------------ | ----------- | ------- | ----------------- | -------------------- | ----------------- | ----------------- | ----------------- | --------------------- | -------------------- | ----------------- | ----------------- | ----------------- | -------- |
| Luis Sequera | Harmatsúly  | A       | erőnyerő          | Franc Očko (YUG) · V | kiesett           | kiesett           | kiesett           |                       |                      |                   |                   |                   | 20.      |

## Kerékpározás

### Országúti kerékpározás
Férfi
| Versenyző       | Versenyszám   | Idő              | Helyezés |
| --------------- | ------------- | ---------------- | -------- |
| Enrique Campos  | Mezőnyverseny | 5:04:07 (+4:10)  | 16.      |
| Fernando Correa | Mezőnyverseny | 5:22:17 (+22:20) | 51.      |

## Műugrás
Férfi
| Versenyző      | Versenyszám    | Selejtező | Selejtező | Döntő   | Döntő    |
| Versenyző      | Versenyszám    | Pont      | Helyezés  | Pont    | Helyezés |
| -------------- | -------------- | --------- | --------- | ------- | -------- |
| Carlos Isturiz | Egyéni műugrás | 483,00    | 21.       | kiesett | kiesett  |

## Ökölvívás
| Versenyző         | Versenyszám | Selejtező                   | 32-es főtábla             | Nyolcaddöntő               | Negyeddöntő                              | Elődöntő                       | Döntő             | Helyezés |
| Versenyző         | Versenyszám | Ellenfél Eredmény           | Ellenfél Eredmény         | Ellenfél Eredmény          | Ellenfél Eredmény                        | Ellenfél Eredmény              | Ellenfél Eredmény | Helyezés |
| ----------------- | ----------- | --------------------------- | ------------------------- | -------------------------- | ---------------------------------------- | ------------------------------ | ----------------- | -------- |
| Marcelino Bolívar | Papírsúly   |                             | Nelson Jamili (PHI) · 5:0 | Agapito Gómez (ESP) · 4:1  | Carlos Motta (GUA) · 5:0                 | Paul Gonzales, Jr. (USA) · 0:5 | kiesett           |          |
| Manuel Vilchez    | Harmatsúly  | John Siryakibbe (UGA) · 2:3 | kiesett                   | kiesett                    | kiesett                                  | kiesett                        | kiesett           | 33.      |
| Omar Catari       | Pehelysúly  | erőnyerő                    | Azzedine Saïd (ALG) · RSC | Higasi Szatoru (JPN) · 4:1 | Pak Hjongok (Park Hyeong-Ok) (KOR) · 4:1 | Meldrick Taylor (USA) · 0:5    | kiesett           |          |

RSC – a mérkőzésvezető megállította a mérkőzést

## Sportlövészet
Férfi
| Versenyző               | Versenyszám    | Pont | Helyezés |
| ----------------------- | -------------- | ---- | -------- |
| Hector de Lima Carrilla | Szabadpisztoly | 558  | 7.       |
| Edgar Espinoza          | Szabadpisztoly | 532  | 40.      |

Nyílt
| Versenyző                | Versenyszám | Pont | Helyezés |
| ------------------------ | ----------- | ---- | -------- |
| Diego Arcay              | Trap        | 180  | 26.      |
| Leonel Martínez          | Trap        | 175  | 41.      |
| Julio Jesús de las Casas | Skeet       | 184  | 41.      |

## Szinkronúszás
| Versenyző      | Versenyszám | Selejtező           | Selejtező           | Selejtező       | Selejtező  | Selejtező  | Döntő           | Döntő      | Döntő      |
| Versenyző      | Versenyszám | Technikai gyakorlat | Technikai gyakorlat | Zenés gyakorlat | Összesítés | Összesítés | Zenés gyakorlat | Összesítés | Összesítés |
| Versenyző      | Versenyszám | Pont                | Hely.               | Pont            | Pont       | Hely.      | Pont            | Pont       | Helyezés   |
| -------------- | ----------- | ------------------- | ------------------- | --------------- | ---------- | ---------- | --------------- | ---------- | ---------- |
| Ana Amicarella | Egyéni      | 85,100              | 20.                 | 88,60           | 173,700    | 9.         | kiesett         | kiesett    | kiesett    |

## Úszás
Férfi
| Versenyző                                                          | Versenyszám            | Előfutam | Előfutam | Előfutam | Döntő   | Döntő   | Döntő   | Helyezés |
| Versenyző                                                          | Versenyszám            | Idő      | Hely.    | Össz.    | Típus   | Idő     | Hely.   | Helyezés |
| ------------------------------------------------------------------ | ---------------------- | -------- | -------- | -------- | ------- | ------- | ------- | -------- |
| Alberto Mestre                                                     | 100 m gyors            | 50,99    | 1.       | 6.       | A       | 50,70   | 6.*     | 6.*      |
| Alberto Mestre                                                     | 200 m gyors            | 1:50,73  | 1.       | 4.       | A       | 1:50,23 | 5.      | 5.       |
| Jean-Marie François                                                | 200 m gyors            | 1:55,28  | 5.       | 29.      | kiesett | kiesett | kiesett | kiesett  |
| Jean-Marie François                                                | 400 m gyors            | 4:03,08  | 5.       | 24.      | kiesett | kiesett | kiesett | kiesett  |
| Giovanni Frigo                                                     | 100 m hát              | 59,34    | 2.       | 25.      | kiesett | kiesett | kiesett | kiesett  |
| Giovanni Frigo                                                     | 200 m hát              | 2:07,56  | 5.       | 21.      | kiesett | kiesett | kiesett | kiesett  |
| Jorge Henão                                                        | 100 m mell             | 1:09,01  | 6.       | 40.      | kiesett | kiesett | kiesett | kiesett  |
| Jorge Henão                                                        | 200 m mell             | 2:28,03  | 6.       | 31.      | kiesett | kiesett | kiesett | kiesett  |
| Rafael Vidal                                                       | 100 m pillangó         | 54,33    | 1.       | 3.       | A       | 54,27   | 4.      | 4.       |
| Rafael Vidal                                                       | 200 m pillangó         | 1:59,15  | 2.       | 2.       | A       | 1:57,51 | 3.      |          |
| Alberto José Umaña                                                 | 200 m pillangó         | 2:05,29  | 5.       | 24.      | kiesett | kiesett | kiesett | kiesett  |
| Alberto Mestre Alberto José Umaña Rafael Vidal Jean-Marie François | 4 × 100 m gyorsváltó   | 3:30,24  | 3.       | 12.      | kiesett | kiesett | kiesett | kiesett  |
| Jean-Marie François Alberto José Umaña Rafael Vidal Alberto Mestre | 4 × 200 m gyorsváltó   | 7:31,79  | 4.       | 10.      | kiesett | kiesett | kiesett | kiesett  |
| Giovanni Frigo Jorge Henão Rafael Vidal Alberto Mestre             | 4 × 100 m vegyes váltó | 3:55,12  | 4.       | 13.      | kiesett | kiesett | kiesett | kiesett  |

* - egy másik versenyzővel azonos eredményt ért el

## Vitorlázás
Nyílt
| Versenyző                  | Versenyszám    | Futam | Futam | Futam | Futam | Futam | Futam | Futam  | Pontszám | Helyezés |
| Versenyző                  | Versenyszám    | 1     | 2     | 3     | 4     | 5     | 6     | 7      | Pontszám | Helyezés |
| -------------------------- | -------------- | ----- | ----- | ----- | ----- | ----- | ----- | ------ | -------- | -------- |
| Christian Flebbe John Drew | 470-es osztály | 18,0  | 16,0  | 18,0  | 20,0  | 23,0  | 19,0  | (26,0) | 114,0    | 15.      |

## Vívás
Férfi
| Versenyző              | Versenyszám       | Selejtező | Selejtező | Selejtező | Selejtező | Selejtező | Selejtező | Főtábla           | Főtábla           | Vigaszág          | Vigaszág          | Negyeddöntő       | Elődöntő          | Döntő             | Helyezés |
| Versenyző              | Versenyszám       | 1. kör | 1. kör    | 2. kör | 2. kör    | 3. kör | 3. kör    | 1. kör            | 2. kör            | 1. kör            | 2. kör            | Negyeddöntő       | Elődöntő          | Döntő             | Helyezés |
| Versenyző              | Versenyszám       | Ellenfél Eredmény | Hely.     | Ellenfél Eredmény | Hely.     | Ellenfél Eredmény | Hely.     | Ellenfél Eredmény | Ellenfél Eredmény | Ellenfél Eredmény | Ellenfél Eredmény | Ellenfél Eredmény | Ellenfél Eredmény | Ellenfél Eredmény | Helyezés |
| ---------------------- | ----------------- | --- | --------- | --- | --------- | --- | --------- | ----------------- | ----------------- | ----------------- | ----------------- | ----------------- | ----------------- | ----------------- | -------- |
| José Rafael Magallanes | Tőr, egyéni       | 5. csoport · James Kreglo (ISV) · 5–0 · Ahmed Al-Ahmed (KUW) · 5–4 · Edgardo Díaz (PUR) · 5–4 · Joachim Wendt (AUT) · 5–3 · Matthias Gey (FRG) · 4–5   | 2.        | 2. csoport · Harald Hein (FRG) · 4–5 · Henri Darricau (LIB) · 5–1 · Stefan Joos (BEL) · 5–1 · Mauro Numa (ITA) · 1–5                                                                | 3.        | 2. csoport · Shlomo Eyal (ISR) · 0–5 · Liu Jün-hung (Liu Yunhong) (CHN) · 2–5 · Thierry Soumagne (BEL) · 3–5 · Robert Blaschka (AUT) · 1–5 · Andrea Borella (ITA) · 3–5 | 6.        | kiesett           | kiesett           | kiesett           | kiesett           | kiesett           | kiesett           | kiesett           | 24.      |
| José Rafael Magallanes | Párbajtőr, egyéni | 7. csoport · Jamil Mohamed Bubashit (KSA) · 5–4 · Cuj Ji-ning (Cui Yining) (CHN) · 5–4 · Jean-Marc Chouinard (CAN) · 2–5 · Arno Strohmeyer (AUT) · 4–5 | 4.        | 3. csoport · Stefan Joos (BEL) · 5–3 · Khaled Soliman (EGY) · 1–5 · Nils Koppang (NOR) · 2–5 · Stefano Bellone (ITA) · 5–5 · Björne Väggö (SWE) · 3–5                               | 5.        | kiesett | kiesett   | kiesett           | kiesett           | kiesett           | kiesett           | kiesett           | kiesett           | kiesett           | 39.      |
| Ildemaro Sánchez       | Kard, egyéni      | 6. csoport · Steve Mormando (USA) · 1–5 · Mark Slade (GBR) · 5–0 · Jürgen Nolte (FRG) · 4–5 · Pierre Guichot (FRA) · 1–5                               | 4.        | 1. csoport · Liu Kuo-csen (Liu Guozhen)Liu Kuo-csen\|Liu Kuo-csen (Liu Guozhen) (CHN) · 5–1 · Peter Westbrook (USA) · 3–5 · Giovanni Scalzo (ITA) · 0–5 · Freddy Scholz (FRG) · 3–5 | 4.        | 3. csoport · Mike Lofton (USA) · 3–5 · Jürgen Nolte (FRG) · 3–5 · Csen Csin-csu (Chen Jinchu) (CHN) · 2–5 · Marco Marin (ITA) · 1–5 · Pierre Guichot (FRA) · 0–5        | 6.        | kiesett           | kiesett           | kiesett           | kiesett           | kiesett           | kiesett           | kiesett           | 24.      |